# Eleonora Kaminskaitė
Eleonora Kaminskaitė   (Stakliškės, 29 de gener de 1951 - Kaunas, 9 de febrer de 1986) fou una remadora lituana que va competir sota bandera de la Unió Soviètica durant la dècada de 1970.
El 1976 va prendre part en els Jocs Olímpics de Mont-real on, fent parella amb Genovaitė Ramoškienė, guanyà la medalla de bronze en la prova del doble scull del programa de rem.
En el seu palmarès també destaquen una medalla de plata en la modalitat de doble scull al Campionat del món de rem de 1978, dos campionats soviètics i quatre de Lituània.